# Telegram Sam
Singles de T. Rex
Jeepster
(1971) Metal Guru
(1972)
Telegram Sam est une chanson interprétée par le groupe de rock britannique T. Rex, écrite et composée par son chanteur et guitariste Marc Bolan, sortie en single le 21 janvier 1972. Elle est extraite de l'album The Slider.
C'est un nouveau succès en Europe et en Australie. Troisième single numéro un pour T. Rex au Royaume-Uni et en Irlande, après Hot Love et Get It On. En revanche le succès est moindre aux États-Unis et au Canada (classé respectivement 67e et 66e).
Il s'agit du premier single distribué au Royaume-Uni par le propre label de Marc Bolan, T.Rex Wax Co.
La chanson est reprise en 1980 par le groupe britannique de rock gothique Bauhaus. Cette version se classe 12e en Nouvelle-Zélande en 1982.

## Musiciens
T. Rex
- Marc Bolan : chant, guitare
- Steve Currie : basse
- Bill Legend : batterie
- Mickey Finn : percussions

Musiciens invités
- Mark Volman (en) et Howard Kaylan : chœurs

## Classements hebdomadaires
| Classement (1972)                       | Meilleure position |
| --------------------------------------- | ------------------ |
| Allemagne (Media Control AG)            | 4                  |
| Australie (Kent Music Report)           | 27                 |
| Belgique (Wallonie Ultratop 50 Singles) | 18                 |
| Canada (RPM Top Singles)                | 66                 |
| États-Unis (Billboard Hot 100)          | 67                 |
| Irlande (IRMA)                          | 1                  |
| Italie (FIMI)                           | 21                 |
| Norvège (VG-lista)                      | 6                  |
| Pays-Bas (Single Top 100)               | 26                 |
| Royaume-Uni (UK Singles Chart)          | 1                  |
| Suisse (Schweizer Hitparade)            | 4                  |

| Classement (1982)              | Meilleure position |
| ------------------------------ | ------------------ |
| Nouvelle-Zélande (RMNZ)        | 35                 |
| Royaume-Uni (UK Singles Chart) | 69                 |

| Classement (1982)       | Meilleure position |
| ----------------------- | ------------------ |
| Nouvelle-Zélande (RMNZ) | 12                 |